# 蜂の巣 (ライフゲーム)
蜂の巣（はちのす、beehive）は、ライフゲームにおける固定物体である。
この物体はブロックの次によくできる物体である。

## 生成

### 小さいパターンからの生成
| ⬜️⬜️⬜️⬜️⬜️⬜️ ⬜️⬛️⬛️⬛️⬛️⬜️ ⬜️⬜️⬜️⬜️⬜️⬜️ | ⬜️⬜️⬜️⬜️ ⬜️⬛️⬜️⬜️ ⬜️⬛️⬛️⬜️ ⬜️⬜️⬛️⬜️ ⬜️⬜️⬜️⬜️ | ⬜️⬜️⬜️⬜️⬜️ ⬜️⬛️⬜️⬜️⬜️ ⬜️⬛️⬛️⬛️⬜️ ⬜️⬜️⬜️⬜️⬜️ |

上の図から2-3世代で生成する。

## 衝突
蜂の巣に移動物体が衝突したときの変化を挙げる。

### グライダーとの衝突
グライダーと衝突する例を2つ挙げる。
これはブロックになる。
これは消滅する。

### 宇宙船との衝突
宇宙船と衝突する例を2つ挙げる。
これは船になる。
これはブロックになる。